# Boxes (film)
Boxes (Boxes - Les boîtes) è un film del 2007 diretto da Jane Birkin.
Basato sulla vita familiare della stessa regista, sceneggiatrice e interprete Birkin, il film è recitato in francese ed inglese.

## Trama
Nella sua casa nel Finistère, Anna vive con la madre e Fanny, Camille e Lilli, le figlie avute da tre mariti differenti.
Dopo aver assistito il padre moribondo, continua a parlargli come se fosse sempre presente e riguardando le vecchie foto di famiglia comincia a ripensare al suo passato e ai suoi uomini: il padre di Fanny, lasciato perché entrambi troppo giovani, il padre di Camille, ora deceduto e il padre di Lilli, troppo concentrato sulla carriera.

## Distribuzione
Il film è stato proiettato nella sezione Un Certain Regard del Festival di Cannes 2007.